# Kabinett Nujoma I
Das Kabinett Nujoma I bezeichnet die erste Regierung Namibias unter Staatspräsident Samuel Nujoma, die am 21. März 1990 gebildet wurde und bis zum 21. März 1995 die Regierung bildete. Das Kabinett Nujoma I wurde 1995 vom Kabinett Nujoma II abgelöst. Die Regierung bestand aus Mitgliedern der regierenden SWAPO-Partei, die in der Parlamentswahl 1989 eine 3/4-Mehrheit in der Nationalversammlung stellte.
Das Kabinett bestand aus dem Präsidenten, dem Premierminister, dem Stellvertretenden Premierminister und den durch den Präsidenten ernannten Ministern. Der Premierminister ist der Regierungschef und erster Berater des Präsidenten und koordiniert alle Regierungsbehörden, Ministerien und andere staatliche Behörden.

## Kabinett
| Kabinett Nujoma I 21. März 1990 bis 21. März 1995       | Kabinett Nujoma I 21. März 1990 bis 21. März 1995                                     |
| ------------------------------------------------------- | ------------------------------------------------------------------------------------- |
| Staatspräsident                                         | Samuel Nujoma                                                                         |
| Premierminister                                         | Hage Geingob                                                                          |
| Inneres                                                 | Hifikepunye Pohamba                                                                   |
| Äußeres                                                 | Theo-Ben Gurirab                                                                      |
| Verteidigung                                            | Peter Mweshihange                                                                     |
| Arbeit, Öffentlicher Dienst und Arbeitskraftentwicklung | Hendrik Witbooi (der Jüngere)                                                         |
| Bergbau und Energie                                     | Andimba Toivo ja Toivo                                                                |
| Information und Rundfunkwesen                           | Hidipo Hamutenya (1990–1993) Ben Amathila (1993–1993)                                 |
| Bildung, Kultur und Sport                               | Nahas Angula(1990–1991) Pendukeni Iivula-Ithana (1991–1995)                           |
| Öffentliche Arbeit, Verkehr und Kommunikation           | Richard Kapelwa Kabajani (1990–1992) Marco Hausiku (1992–1995)                        |
| Wildtiere, Naturschutz und Tourismus                    | Niko Bessinger                                                                        |
| Justiz                                                  | Ngarikutuke Tjiriange                                                                 |
| Gesundheit und Sozialdienste                            | Nickey Iyambo                                                                         |
| Handel und Industrie                                    | Ben Amathila (1990–1993) Hidipo Hamutenya (1993–1995)                                 |
| Lokalverwaltung und Behausung                           | Libertina Amathila                                                                    |
| Ländereien, Umsiedlung und Rehabilitation               | Marco Hausiku (1990–1992) Richard Kapelwa Kabajani (1992–1995)                        |
| Finanzen                                                | Otto Herrigel (1990–1992) Gert Hanekom (1992–1995)                                    |
| Landwirtschaft, Wasser und ländliche Entwicklung        | Gert Hanekom (1990–1992) Anton von Wietersheim (1992–1993) Nangolo Mbumba (1993–1995) |
| Fischerei                                               | Teil des Landwirtschaftsministeriums (1990–1991) Helmut Angula (1991–1995)            |